# Fredrik Midtsjø
Fredrik Midtsjø (* 11. August 1993 in Stjørdal) ist ein norwegischer Fußballspieler. Er steht in der Türkei bei Eyüpspor unter Vertrag und ist ein norwegischer Nationalspieler.

## Karriere

### Verein
Fredrik Midtsjø wuchs in Stjørdal in der Nähe von Trondheim auf und begann bei Idrettslaget Stjørdals-Blink mit dem Fußballspielen, bevor er in die Jugendmannschaften des in Trondheim ansässigen Rosenborg BK, dem norwegischen Rekordmeister, wechselte. Im Alter von 18 Jahren debütierte Midtsjø in einem Spiel in einer Profiliga, als er beim Spiel in der ersten norwegischen Liga am 3. Juli 2011 beim 4:0-Heimsieg gegen Sarpsborg 08 FF eingesetzt wurde. Sein erstes Tor in einer Profiliga gelang ihm am 29. August 2011 beim 7:0-Sieg von Rosenborg BK im Heimspiel gegen Odd Grenland. Frederik Midtsjø war sowohl in der Saison 2011 als auch in der Saison 2012 kein Stammspieler und wechselte daher in der Sommertransferperiode derselben Saison auf Leihbasis zu einem Zweitligisten, in diesem Fall Ranheim IL. Hier erkämpfte er sich einen Stammplatz und wurde mit dem Verein Siebter. Auch nach seiner Rückkehr wurde Midtsjø bei Rosenborg BK kein Stammspieler, so dass er zur Saison 2014 erneut verliehen wurde, dieses Mal an den Ligakonkurrenten Sandnes Ulf. Hier erkämpfte er sich einen Stammplatz, allerdings stieg er mit dem Verein in die zweite Liga ab, obwohl Fredrik Midtsjø 5 Tore erzielte. Nach dem Ende des Leihvertrages kehrte er zu Rosenborg BK zurück und dieses Mal gelang ihm der Durchbruch. Mit seinem Jugendverein wurde der in der Provinz Trondelag geborene Zentrale Mittelfeldspieler zweimal das Double aus Meisterschaft und Pokalsieg (2015 und 2016). Im Wintertransferfenster zum Jahreswechsel 2016/2017 zog es Fredrik Midtsjø in die Niederlande in die Eredivisie zu AZ Alkmaar. Dort wurde er Stammspieler und erreichte mit dem Verein 2018 das Finale im KNVB-Beker (0:3 gegen Feyenoord Rotterdam). Nach fünf Jahren für den AZ Alkmaar wechselte Midtsjø zum türkischen Erstligisten Galatasaray Istanbul. Die Gelb-Roten zahlten für den Mittelfeldspieler eine Ablöse in Höhe von dreieinhalb Millionen Euro. Bei Galatasaray kam Midtsjø nicht über die Rolle als Ergänzungsspiel hinaus. In 21 Ligaspielen erzielte er ein Tor und wurde türkischer Meister. Während der Saison 2023/24 wechselte der Mittelfeldspieler zum Liga-Neuling Pendikspor. Die Ablöse betrug drei Millionen Euro.

### Nationalmannschaft
Von 2009 bis 2011 absolvierte Fredrik Midtsjø 26 Freundschaftsspiele für die norwegischen Nachwuchsnationalmannschaften (U16 bis U18). Mit der U19-Auswahl, für die er im Jahr 2012 5 Spiele absolvierte, verpasste er die Teilnahme an der U-19-Fußball-Europameisterschaft 2012 in Estland. Im selben Jahr kam er zu 2 Einsätzen in Freundschaftsspielen für die norwegische U20-Auswahl und im Jahr 2013 lief Midtsjø in 4 Partien für die norwegische U21-Nationalmannschaft auf. Nach einem Einsatz im Jahr 2015 für die U23-Auswahl gehört er seit 2016 mit Abständen zum Kader der norwegischen A-Nationalmannschaft.

## Erfolge
Rosenborg Trondheim
- Norwegischer Meister (3): 2015, 2016, 2017
- Norwegischer Pokalsieger (2): 2015, 2016
- Norwegischer Supercupsieger: 2017

Galatasaray Istanbul
- Türkischer Meister: 2023